# Pupiales
Pupiales es un municipio colombiano ubicado en el departamento de Nariño. Se sitúa en la cordillera de los Andes, a 7 kilómetros de Ipiales, 10 kilómetros de la frontera con la República de Ecuador, a 91 kilómetros de San Juan de Pasto, la capital del departamento, y a 1037 kilómetros de Bogotá.
La ciudad de Pupiales es conocida como la Cuna del Pensamiento, debido al surgimiento temprano de Instituciones educativas como el Colegio Mercantil  fundado por los Hermanos Maristas, (sus docentes se formaron en Europa), y la Escuela Urbana Niño Jesús de Praga. posteriormente surgieron otras instituciones como la Normal Pio XII fundada por las Religiosas  Franciscanas, La Escuela San Francisco fundada por los Padres Menores Capuchinos. 
El enfoque pedagógico generado a finales del siglo XIX y principios del siglo XX, enfatizóla cultura de su gente y el surgimiento de diversos escritores, investigadores, poetas, artistas, académicos. Destacándose el Fundador de Florencia Capital del Departamento del Caquetá, Fray Doroteo de Pupiales (Rubén de Jesús Vallejo Belalcazar), quien nació en 1876 y falleció en 1959.
Además de estas tierras han surgido valientes personajes que han entregado hasta su vida por la Patria. José María Hernández Vivas destacado héroe fusilado en la ciudad de Iquitos Perú en la Guerra Colombo Peruana en el año 1933.

## Geografía
Los límites del municipio de Pupiales son:
- Al norte, por los municipios de Guachucal, Iles y Sapuyes;
- Al sur, por los municipios de Ipiales y Aldana;
- Al oriente, por los municipios de Gualmatán e Ipiales y,
- Al occidente, con el municipio de Aldana.

## División Político-Administrativa
Su Cabecera municipal se encuentra dividido en los barrios: El Centro, El Progreso, La Granja, San Francisco, La Unión, La Avenida Sarasty, Urbanización Villa Real, Urbanización el Bosque, Urbanización El Dorado, Urbanización sagrado corazón de Jesús, Urbanización Villa Las Palmas y Urbanización Nueva Colombia.
Pupiales tiene bajo su jurisdicción el centro poblado: José María Hernández.

### Veredas
Chires Sur, La Concordia, Calputan, Espino Sur, Espino Alto, El Ejido, San Antonio, Inchuchala, Miraflores, Pusialquer, Tres Esquinas y San Juan Chiquito, Chires Centro, Casafría, Tepud, Chires Mirador, Piacun, San Francisco, Santa Lucía, San Marcos, Santa Martha, Guacha, El Común, Fuelamuezquer, El Gualte, Imbula Chico, Imbula Grande, Arena Blanca.

## Historia
Fundada el 29 de enero de 1536 por Sebastián de Belalcázar, en un caserío de una tribu de los Pastos, indígenas que habitaban la región comprendida actualmente por el departamento de Nariño en Colombia y la provincia del Carchi en Ecuador.
En 1734 fue levantada como parroquia y en 1871 se declaró y se definieron sus límites como distrito municipal.

## Economía
La economía está basada principalmente en la producción agropecuaria y altamente minifundista. Entre las actividades agrícolas se destaca el cultivo de la papa, el maíz y la arveja, entre otras verduras, hortalizas y frutas, de las cuales sobresalen las autóctonas de la región como son los ollocos, las ocas, el capulí y los mortiños. De igual manera la ganadería ocupa un renglón importante en la actividad pecuaria, junto con la producción porcina que ha ido aumentando en los últimos años. En el sector secundario se destacan cooperativas, microempresas y talleres artesanales que producen bienes de consumo.

## Composición geológica y geomorfológica
El municipio de Pupiales se encuentra en la Zona Volcánica Norte de Suramérica, específicamente en el Valle Interandino que se forma entre la Cordillera Occidental y la Cordillera Central de Colombia. Esta zona se caracteriza por la actividad volcánica que es la principal causa modificadora del relieve y que en el municipio conforman la totalidad de su superficie.

### Unidades geológicas
El municipio presenta tres unidades geológicas regionales, dos de ellas asociadas al vulcanismo del Cerro Paja Blanca el cual es un volcán extinto, que fue activo durante el Zancliense que es el primer piso de la Época del Plioceno, con una edad aproximada de 4,6 Ma (Millones de años).
Al Noreste del municipio se encuentran lavas andesíticas porfídicas compuestas con plagioclasas, orto y clinopiroxeno, hornblendas y cuarzo. En la zona se aprecia una sucesión de flujos piroclásticos, esencialmente flujos de bloques y cenizas que podrían indicar un colapso de domo o parte del edificio hacia este sector.
Entre los caseríos de El Carmen, Piacún, El Rocío y el sector de La Palla se encuentran flujos piroclásticos de composición andesítica de textura masiva aglomerática y brechosa con algunas vesículas, estos flujos piroclásticos llegan a tener hasta 5 metros de espesor. 
Finalmente, la mayor parte del municipio está conformando el Valle Interandino que está relleno con depósitos vulcano - sedimentarios y piroclastos con edades entre Mioceno y Plioceno. En general, son depósitos de caídas (cenizas, bombas volcánicas y bloques), depósitos de flujos piroclásticos y depósitos de oleadas piroclásticas.

### Unidades geomorfológicas
Esta zona geomorfológicamente se denomina como el Altiplano Nariñense, se caracteriza por tener terrenos planos (pendientes bajas) y elevaciones constantes (2700 m s. n. m. en promedio). La zona Noreste del municipio se caracteriza por tener pendientes que varían de abruptas a escarpadas (40% a más de 100% de inclinación de pendientes), esta zona corresponde con el Cerro Paja Blanca. 

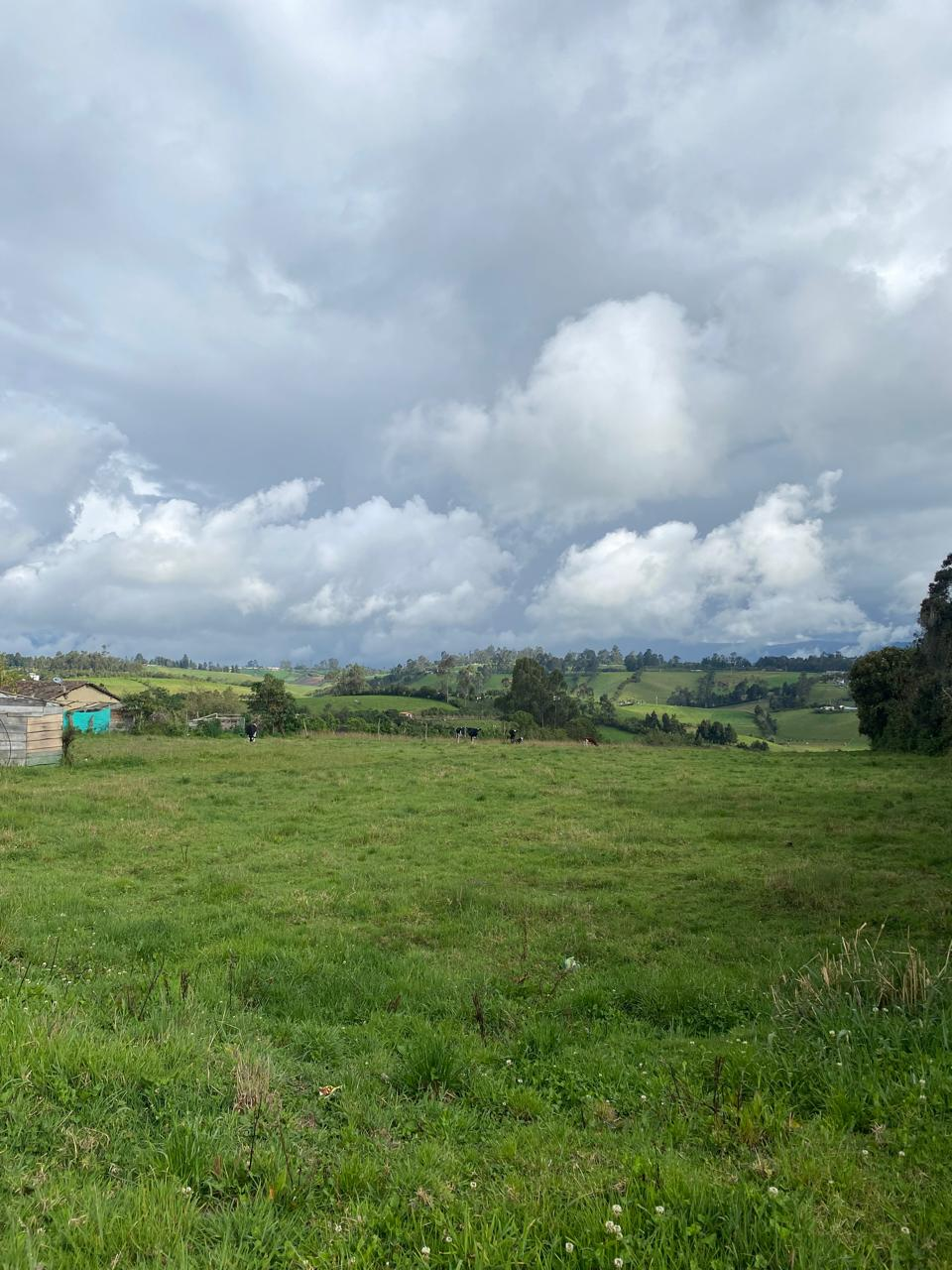
Altiplano Nariñense

El resto del municipio tiene pendientes suaves a muy inclinadas (0% a 40% de inclinación), esto se debe principalmente a la composición de depósitos de cenizas que se encuentra en la zona. Los drenajes de la zona no forman cañones pronunciados, son de torrencialidad baja y no forman llanuras de inundación. Los principales drenajes de la zona son las quebradas Alambuera, El Común y Piacún.

## Ecología
Páramo Paja Blanca
Se han definido unidades de paisaje que constituyen porciones de superficie terrestre homogénea, entre las que se destaca el Páramo Paja Blanca., zona de páramo con gran riqueza hídrica y de especies nativas que favorecen la absorción del agua y el mantenimiento de la humedad.

## Arqueología
En el año de 1972 se realizaron excavaciones en la vereda Miraflores, en dónde se encontraron valiosas piezas de cerámica y oro de la cultura que habitaba esta región (papialpas). Muchas de estas piezas hoy forman parte de la colección del Museo del Oro en la capital de la república.
Aunque muchas piezas de esta cultura pueden ser observadas en el Museo del Oro en Bogotá, es de reprochar que algunas piezas encontradas en las excavaciones en la vereda Miraflores y que fueron entregadas para su custodia al Banco Agrario de Colombia del lugar, hoy solo quedan unas réplicas en tumbaga (aleación entre oro y cobre) pues las originales desaparecieron.
Al ser llevadas al "museo" de la alcaldía donde fueron robadas de manera inescrupulosa siendo reemplazadas por réplicas para luego ser vendidas en el territorio ecuatoriano. Es destacable que esto fue hecho por gente que estaba dentro o era cercana a la alcaldía de aquel entonces.

## Cultura
La gastronomía de PupialesSe caracteriza por la inclusión de productos tradicionales como: El cuy, los ollocos o las ocas,las habas. Es famosa por su exquisita elaboración de galletería, y el famoso pan de maíz.
Fiestas religiosasEn la población de Pupiales, se festejan con mucho fervor las fiestas de San Juan Bautista, patrono de la ciudad.
Además, las fiestas religiosas en honor a la Inmaculada Concepción, el 8 de diciembre, del Señor de la Buena Esperanza en el mes de septiembre.

En su corregimiento de José María Hernández se destacan la fiesta de la Virgen del Carmen el 16 de julio , la fiesta de San José Obrero el 1 de mayo y la Niña María  en el templo de la vereda Imbula Chico.
Fiestas de fin y comienzo de añoLas festividades navideñas y los carnavales de negros y blancos, se celebran con mucho entusiasmo. El desfile de años viejos, el 31 de diciembre; la participación del municipio en el Carnaval de la provincia, el 3 de enero, y la celebración de los carnavales del 3 al 6 de enero tienen gran interés entre los pobladores de la localidad.
Escenarios deportivosEl Municipio cuenta con:
El estadio municipal, un polideportivo cubierto y dos parques con canchas deportivas, adicionalmente cada colegio cuenta con su propia infraestructura para deportes y eventos. En el municipio se han realizado válidas de Ciclismo de montaña y motocross.
La chaza.
Hay que destacar un deporte tradicional de la zona denominado chaza, para el que también existe un escenario especialmente adecuado. Las danzas y la música también se destacan, existiendo varios grupos representativos.
Concurso Internacional de Cuento "Ciudad de Pupiales".
El Concurso Internacional de Cuento “Ciudad de Pupiales” es un evento literario que se ha consolidado a nivel internacional como un premio importante en la literatura en lengua española. Fue creado por el escritor nariñense Albeiro Arciniegas –Premio Manuel Llano en España– y es convocado por la Fundación Gabriel García Márquez. En sus anteriores versiones la organización ha recibido cuentos de diversos países del mundo, entre ellos, Canadá, Estados Unidos, México, Honduras, Bulgaria, Panamá, Portugal, Mozambique, Costa Rica, Trinidad y Tobago, Nicaragua, El Salvador, Guatemala, República Dominicana, Cuba, Holanda, Venezuela, Serbia, Dinamarca, Granada (Antillas Menores), Perú, Ecuador, Bolivia, Chile, Bélgica, Lituania, Argentina, Uruguay, Paraguay, Brasil, Alemania, Israel, España,  República de Cabo Verde, Australia, Rusia, Finlandia, Camerún, Italia, Francia, Inglaterra, Sudáfrica, Suecia, Tailandia, Suiza, República Popular China, Sir Lanka, Colombia, Nueva Zelanda, Grecia, Rumania, Ucrania, Irlanda y Japón.
Han sido jurados del evento escritores y periodistas de amplio reconocimiento en el país, entre otros, Evelio Rosero, Elmo Valencia, Fernando Soto Aparicio, Manuel Zapata Olivella, Ernesto McAuslan, Gustavo Álvarez Gardeazábal, Isaías Peña Gutiérrez, Germán Santamaría, Jorge Verdugo Ponce, Jorge Eliécer Pardo, Enrique Santos Molano, Milciades Arévalo, Sergio Álvarez, Fernando Cruz Kronfly, Marco Tulio Aguilera Garramuño, Daniel Ferreira, Carlos Bastidas Padilla,osé Ovejero, Fernando Denis, Gabriela Alemán, Jorge Eduardo Benavides, Andrés Mauricio Muñoz, Karla Suárez, Benhur Sánchez Suárez y Juan Carlos Méndez Guédez.
El Concurso Internacional de Cuento “Ciudad de Pupiales” hoy en día es un intangible cultural, patrimonio del Departamento de Nariño y, en especial, del Municipio de Pupiales.

## Símbolos municipales
Himno a Pupiales

Música: maestro compositor Victoriano Riascos Benavides,
Letra: poeta José Vallejo (Bolívar Quijano).

Coro
Salve, perla del sur de alta gloria,
que conquista la espada y la lira;
¿Quién no canta en unión con la historia,
tu grandeza que el cóndor admira?
I
Siglo y más un Cacique sañudo
vióse en mengua de gloria en Huanacas;
hoy tu fama, ¡oh Pupiales!, saludo
con tres torres y el campo las Huacas.
II
De ardua lid en las unas hay huellas
con los héroes de Rímac y el Tajo;
en las otras, se nimban de estrellas
con la fe, la cultura, el trabajo.

III
Por los hijos del Sol y los Pastos,
nunca brindas cicuta ni acíbar.
Por Nariño, son de oro tus fastos
tu heredad sin confín por Bolívar.
IV
Es tu nombre el blasón en los ritos
del altar en que oficia la idea;
lo exhibiste muy alto en Iquitos,
cual titán lo exhibiste en Corea.
V
Das tu amor en ermita y colinas
a quien nunca en la lid se derrota;
y en la tierra natal de heroínas
al laurel ni la muerte lo azota.
VI
¡Salve, oh cuna, nimbada de soles,
gran sostén de la Cruz y Bandera
frente a Dios con zafír y arreboles
blasonad toda herencia procera!

VII
¡Ya!.. Papialpa, suicida heroína
se hizo flor de holocausto en las llamas;
su heroísmo de diosa fascina,
tanto más cuando así lo proclamas!
VIII
Siempre aquí por tus hechos muy grandes,
Hasta el numen se inclina tu paso,
porque tienes dominio en los Andes,
como reina sin par del Parnaso.
IX
Gloria a Dios, es aquí seductora
la ágil musa de auténticas galas;
y por eso de ti se enamora
el que tiene del cóndor las alas.

Reconocido oficialmente por resolución n.° 7 del 4 de noviembre de 1967.

## Salud
El servicio de salud en el municipio esta en proceso de avance, prestado por las EPS e IPS controladas por el estado, cuenta con un centro de salud en el casco urbano llamado San Juan Bautista que cuenta en la actualidad con equipos y personal humano suficiente y competente.

## Educación
Pupiales cuenta con instituciones educativas como:
- La Institución Educativa Nacional de Comercio,
- La Institución Educativa Técnica Agropecuaria José María Hernández,
- La Institución Normal Superior Pio XII,
- La Institución Educativa Los Héroes,
- La Escuela Urbana y la Escuela San Francisco.

## Servicios públicos
Son prestados básicamente por:
- Cedenar, que se encarga de la transmisión de energía;
- La Empresa de Servicios Públicos Varios de Pupiales EMSERP E.S.P., encargada del acueducto, alcantarillado y manejo de residuos.[13]